# Homi Jehangir Bhabha
Homi Jehangir Bhabha (Bombay, 30 ottobre 1909 – Chamonix-Mont-Blanc, 24 gennaio 1966) è stato un fisico indiano, fra i maggiori rappresentanti degli studi sulla fisica nucleare e sull'energia atomica in India.
Fondò a Bombay un centro di rinomanza internazionale dove, con l'aiuto dell'Inghilterra e del Canada, fece costruire reattori nucleari di ricerca e si impegnò nello sviluppo dei reattori di potenza, cioè produttori di energia elettrica.
Nel 1932, avendo vinto una borsa di studio, si era trasferito in Inghilterra, all'Università di Cambridge, dove era entrato a far parte del Laboratorio Cavendish, vivaio di eminenti fisici atomici e di grandi scoperte. Qui si interessò particolarmente ai raggi cosmici e di fisica nucleare. Nel 1935, Bhabha pubblicò un articolo sulla rivista Proceedings of the Royal Society in cui presentò i primi calcoli teorici sulla sezione d'urto del processo di diffusione elettrone-positrone. Tale processo venne poi chiamato scattering Bhabha in suo onore.
Ottenuta nel 1937 la laurea di fisica, tornò in India e all'Istituto di Scienze di Bangalore iniziò la carriera che doveva farlo diventare il capo indiscusso della fisica atomica indiana e un'autorità scientifica internazionale.
Nel dopoguerra, quando le ricerche sull'energia nucleare presero avvio anche in India, Bhabha ebbe una parte di primo piano nel loro sviluppo.
Nel 1948 fu segretario del Dipartimento Indiano dell'energia atomica; nel 1955 presidente della storica Conferenza internazionale sull'atomo di pace che si tenne a Ginevra; nel 1966 era presidente della Commissione Indiana per l'energia atomica.
Perì sulle Alpi nell'incidente aereo del 24 gennaio 1966.